# Битва при Тукумане

Война за независимость испанских колоний в Америке
Территории под контролем роялистов.
Территории под контролем движения за независимость.
Территории под контролем Великой Колумбии.
испанские территории под французской оккупацией.
Испания во время либеральной революции.
Области без правительства.

Битва при Тукумане — одна из битв Войны за независимость Аргентины. Произошла 24 и 25 сентября 1812 года недалеко от аргентинского города Сан-Мигель-де-Тукуман, во время Войны за независимость Аргентины. Армия Объединённых провинций, под командованием генерала Мануэля Бельграно, разгромила войска под командованием генерала Хуан Пио де Тристана, который имел преимущество два к одному в численности солдат, остановила роялистское наступление на северо-западе Аргентины. Вместе с битвой при Сальта, 20 февраля 1813 года, победа при Тукумане позволила аргентинским войскам защитить свои границы.

## Прелюдия
Верхнее Перу (ныне Боливия), была снова под контролем роялистов, после поражения в битве при Хуаки, где неопытный аргентинский командир Хуан Хосе Кастелли был разбит роялистской армией.
Первый триумвират назначил 27 февраля 1812 Мануэля Бельграно командующим армией Объединённых провинций в Сан-Сальвадор-де-Жужуй. Оттуда Бельграно попытался поднять боевой дух войск после поражения на Хуаки. В рамках этих усилий он 25 мая поднял новый флаг, созданный несколько месяцев назад и освященный в соборе Хухуй отцом Хуаном Игнасио де Горитти.
Вскоре Бельграно понял, что у него недостаточно сил, чтобы защитить город, и 23 августа он приказал эвакуировать все гражданское население вглубь провинции Тукуман. Гражданские и военные ушли из города и все, что могло в нём оказаться полезным для роялистов, было уничтожено. Когда испанцы вошли в город, они нашли его пустым:
Тристан писал своему начальнику, наместнику Перу, Хосе Мануэлю де Гойнече:
"Бельграно не может быть прощен ...»
.
По приказу Триумвирата, армии Объединённых провинций поручалось создать опорный пункт в Кордове. Вместо этого Бельграно планировал идти дальше на север в Тукуман, где местное население поддерживало освободительную армию. 3 сентября повстанцы победили в стычке при Лас-Пьедрас, когда аргентинский арьергард разгромил две колонны роялистских солдат. В плен были захвачены полковник Уичи и около двадцати солдат. Бельграно послал Хуана Рамона Балькарсе, с приказом набрать и обучить кавалерийский отряд из местной милиции и доставить письма богатой и влиятельной семье Араоз, один из членов которой, лейтенант Грегорио Араоз де Ла Мадрид, был одним из лучших офицеров Бельграно.

## Решение: объединиться или дать бой
Миссия Балькарсе, наряду со слухами, что армия отступала в Кордову, вызвала переполох в городе Сан-Мигель-де-Тукуман. Руководство города приняло решение направить трех представителей — офицеров Бернабе Араоза и Рудекиндо Альварадо и священника Педро Мигеля Араоза — к Бельграно, с вопросом, собирается ли он дать сражение испанцам при Сан-Мигель-де-Тукуман. Прибыв 13 сентября в Сан-Мигель-де-Тукуман, Бельграно встретил Балькарсе с отрядом в 400 человек — без мундиров и только с копьями в качестве оружия, но они были хорошо организованы — и город был готов поддержать их. Бельграно, по мнению историков, был нужен этот предлог, чтобы ослушаться приказа триумвирата и остаться. Он сказал, что останется, если ему предоставят 1500 сабель и кроме того город выделил Бельграно 20000 серебряных песо для снабжения войск. Поэтому он проигнорировал приказ триумвирата к отступлению и вместо этого остался в Тукумане.
В то же время, роялистская армия имела трудности с провиантом, не найдя на захваченной земле продовольствия и места для нормального отдыха. Их также постоянно беспокоили партизанские налёты вылазки ополченцев. 23 сентября, Тристан получил известие о том, армия Бельграно находится в городе Сан-Мигель-де-Тукуман и готова к бою.

## Сражение
Утром 24-го, Тристан приказал двигаться в сторону города. Источники говорят, что вместо того, чтобы взять прямую дорогу он обогнул город с юга, пытаясь предотвратить возможное движение врага на юг. Другие говорят, что в деревне Лос-Поситос он обнаружил горящие поля подожжёные отрядом драгунов под командованием лейтенанта Грегорио Араоза де Ла Мадрида, который рассчитывал на ветер и огонь, чтобы дезорганизовать испанцев.
В то же время, воспользовавшись беспорядком, созданным огнём, Бельграно, разместил рано утром свои войска в северной части города, развернул войска лицом на запад, ещё не имея четкой картины движения войск Тристана. После того, как он увидел их, фланг Тристана едва дал ему время, чтобы реорганизовать свою армию и развернуть артиллерию. Бельграно организовал свою конницу в два крыла; правое, которым командовал Балькарсе, включало в себя местных добровольцев гаучо и левое, под командованием полковника Эустокио Диас Велеса.
Пехота была разделена на три колонны, под командованием полковника Хосе Супери слева, капитана Игнасио Варнеса в центре, и капитана Карлоса Фореста справа, плюс отряд драгун. В резерве был отряд под командованием подполковника Мануэля Доррего; барон Эдуардо Кауниц из Холмберга, (который командовал артиллерией), был помещен между пехотных колонн.
Революционная артиллерия начала бой, обстреляв роялистские батальоны Котабамбаса и Абанкай, которые перешли в штыковую атаку. Бельграно приказал ответить атакой пехоты Варнеса в сопровождении резерва кавалерии капитана Антонио Родригеса, в то время как кавалерия Балькарсе атаковала левый фланг Тристана. Обстрел имел решающий эффект. Роялисткая конница Тариха не смогла организовать сопротивление, отступая вместе с собственной пехотой и они были дезорганизованы до такой степени, что, почти без сопротивления, конница Балькарсе достигла арьергарда противника.
В это время значительная часть кавалерии Гаучо воспользовавшись замешательством в стане противника, захватила обоз включающий: мулов, продовольствие, денежное довольствие роялисткой армии. Причём это было сделано практически без сопротивления роялистов. Только регулярная кавалерия состоящая из драгунов под командованием Балькарсе продолжала наступление, нанеся большой урон левому флангу роялистов.
Между тем, на другой стороне фронта результат был совсем другим: несмотря на присутствие самого Бельграно, наступление конницы и пехоты роялистов было неудержимо. Кавалерия и пехота авангарда роялистов в стремительной атаке, окружила войска полковника Супери. Несмотря на это, в результате контрнаступления центральной части войск Бельграно, что позволило повстанцам восстановить фронт и освободить Супери из окружения, боевая обстановка была неясной, создавая запутанный бой. Командиры не могли определить обстановку на поле боя и часто решения принимались младшим командным составом в пылу битвы. В это время тучи саранчи появились на полях, заслоняя поле боя и внося сумятицу.
Тристан попытался отступить, чтобы реорганизовать свои войска, бросил свою артиллерию. Хотя Бельграно был занят расформированием части своих войск за пределы места боевых действий, поле боя оставалось в руках его пехоты. Заметив, что у роялистов осталась одна пехота и без кавалерии, полковник Эустокио Диас Велес вместе с пехотой Мануэля Доррего сумели захватить артиллерию Тристана с тридцатью девятью телегами, загруженными оружием, боеприпасами. Они также захватили флаги полков Котабамбас, Абанкай и Реаль-де-Лима. Позже взяв раненых, Диас Велес приказал пехоте отступить в сторону города Сан-Мигель-де-Тукуман, разместив ее в траншеях. Он также реорганизовал артиллерию и разместил стрелков на крышах, превратив город в неприступную крепость. Находясь там, Диас Велес с нетерпением ждал результатов боевых действий Бельграно и Тристана.
Бельграно, в свою очередь, не зная о ходе сражения, покинул поле битвы и разбил лагерь в Рикон-де-Марлопа, он пытался восстановить свои войска, когда встретился с войсками полковника Хосе Мольдеса, который бездействовал. Диас Велес послал лейтенанта Паса на поиски Бельграно, который приказал Велесу немедленно вернуться, потому что битва была уже выиграна и что его присутствие было необходимо для окончательной победы. Вскоре к ним присоединился Балькарсе, который также сообщил Бельграно о победе, решив, что поле, покрытое останками испанцев, было показателем результата. Переформирование войск заняло у Бельграно остаток дня. Он приказал отправиться в город, чтобы соединиться с Диасом Велесом.
Тристан, опасаясь того, что может ожидать его войска в городе, решил окружить город, приказал отступить при первых выстрелах войск Диаса Велеса. Он предпринял попытку убедить Диаса Велеса сдаться в течение двух часов под угрозой поджога города. Диас Велес ответил отказом, приглашая его взять город, сообщив что войска Бельграно победили, и что было взято 354 пленных, 120 женщин, 18 воловьих повозок, все боеприпасы для винтовок и пушек, 8 артиллерийских орудий, 32 офицера и 3 капеллана. Он добавил, что в случае необходимости перережет глотки заключенным, среди которых было четыре полковника. В записке, которую Диас Велес адресовал командиру роялистов 24 сентября 1812 г., он также заявил: Да вы решили, что у вас достаточно сил, чтобы атаковать, не опасаясь последствий. Наша кавалерия численно превосходит вашу, армия которой командует мой достойный генерал-главнокомандующий господин бригадный генерал Дон Мануэль Бельграно, разгромит вас и любое ваше отступление приведёт к потере солдат и оружия; это будет лишь воспоминанием, на котором поднимается знамя нашей свободы [...] (Partes oficiales y documentos relativos a la guerra de la independencia argentina 1900, С. 188) (Официальные документы, связанные с аргентинской войной за независимость, 1900, стр. 188)
Тристан не осмелился выполнить свою угрозу и провел ночь в размышлениях, сомневаясь в том, что ему делать; Утром он обнаружил позади себя войска Бельграно и полковник Мольдес предложил ему сдаться. Вождь роялистов ответил, что отклоняет предложение, что «королевское оружие не сдается». Затем он отступил со всей своей армией к Сальте, в то время как 600 человек под командованием Диаса Велеса ударяли в тыл его войск во время бегства роялистов на север, сумев взять много пленных, а также спасти некоторых, которых захватили войска роялистов.

## Последствия

### Военные

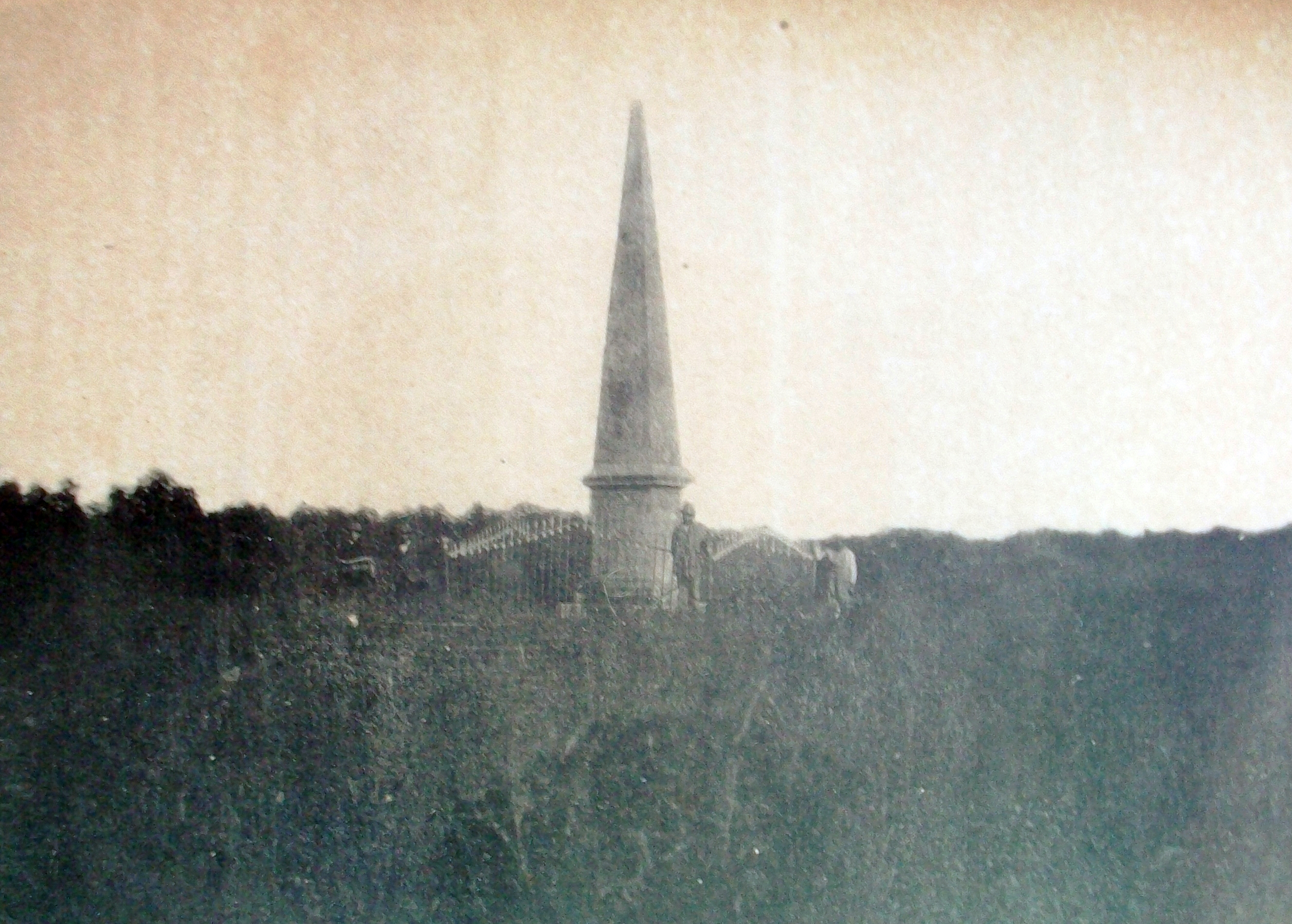
Пирамида цитадели Тукумана в память о битве при Тукумане..

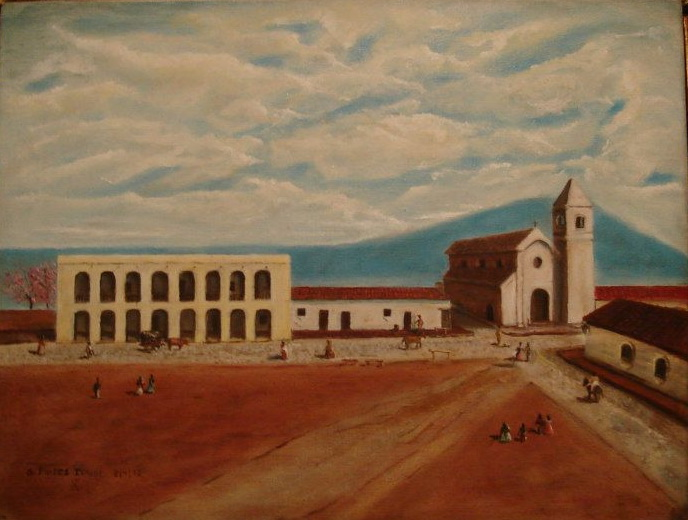
Сан-Мигель-де-Тукуман в 1812: Кабильдо и церковь Сан-Франциско.

Битва при Тукумане была самой важной победой, одержанной патриотическими армиями в войне за независимость Аргентины.
Битвы при Тукумане и Сальте - единственные решительные сражения против испанцев на территории Аргентины.
Историк Бартоломе Митре
Что делает эту битву более славной, так это не столько героизм войск и решимость их генерала, сколько огромное влияние, которое она оказала на судьбы американской революции. В Тукумане не только была спасена аргентинская революция, но можно сказать, что она внесла прямой и эффективный вклад в торжество американской независимости. Если Бельграно, повинуясь приказу правительства, отступит (или если битва не будет выиграна), северные провинции будут потеряны навсегда, так же как Альто-Перу будет потеряно для Аргентинской республики.
Для его коллеги Висенте Фиделя Лопеса эта битва была
самая креольская из всех битв, которые происходили на территории Аргентины.
Оружие, брошенные испанцами и найденные Эустокио Диасом Велесом и Мануэлем Доррего - 13 пушек, 358 винтовок, 39 фургонов, 70 ящиков с боеприпасами и 87 палаток - будут служить армии Севера на протяжении всей кампании. 450 роялистов погибли в боях, а еще 690 офицеров и солдат были взяты в плен, среди них полковники Педро Барреда, Мариано Перальта, Антонио Суарес и Хосе Антонио Альварес Сотомайор. Со своей стороны, у защитников было всего 80 убитых и 200 раненых. Полки роялистов Котабамба, Паруро, Абанкай и часть Реаль-де-Лима были уничтожены.
29 сентября 1812 года Бельграно написал Верховному правительству Соединенных провинций Рио-де-ла-Плата официальную часть славной акции 24 сентября, квалифицируя битву при Тукумане как
... Гроб тирании ...
Мольдес и Хольмберг покинули армию из-за недоразумений с Бельграно, но к нему присоединился Хуан Антонио Альварес де Ареналес, с которым Бельграно предпринял поход на Сальту 12 января, где роялисты укрепились.
Победа укрепила майскую революцию и на мгновение устранила опасность настоящей катастрофы. Если бы патриотическая армия отступила, северные провинции были бы потеряны навсегда, а противник, владелец огромной территории, достиг бы Кордовы, где ему было бы легче заручиться поддержкой роялистов в Банда-Ориентале (сегодняшний Уругвай) и португальских войск из Бразилии.
Второй триумвират позволил военнослужащим носить медаль с надписью: «La Patria a su defensor en Tucumán» («Родина к защитникам Тукумана»). Он также приказал, чтобы имена солдат были записаны в почетной грамоте соответствующих городов провинций Буэнос-Айрес и Тукуман. Бельграно предложили повышение до звания капитан-генерала, но он отказался от предложенной чести.

### Религиозные

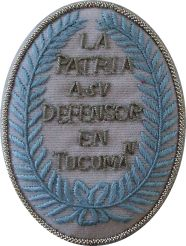
Почетный щит, был вручен войскам после победы в битве при Тукумане..

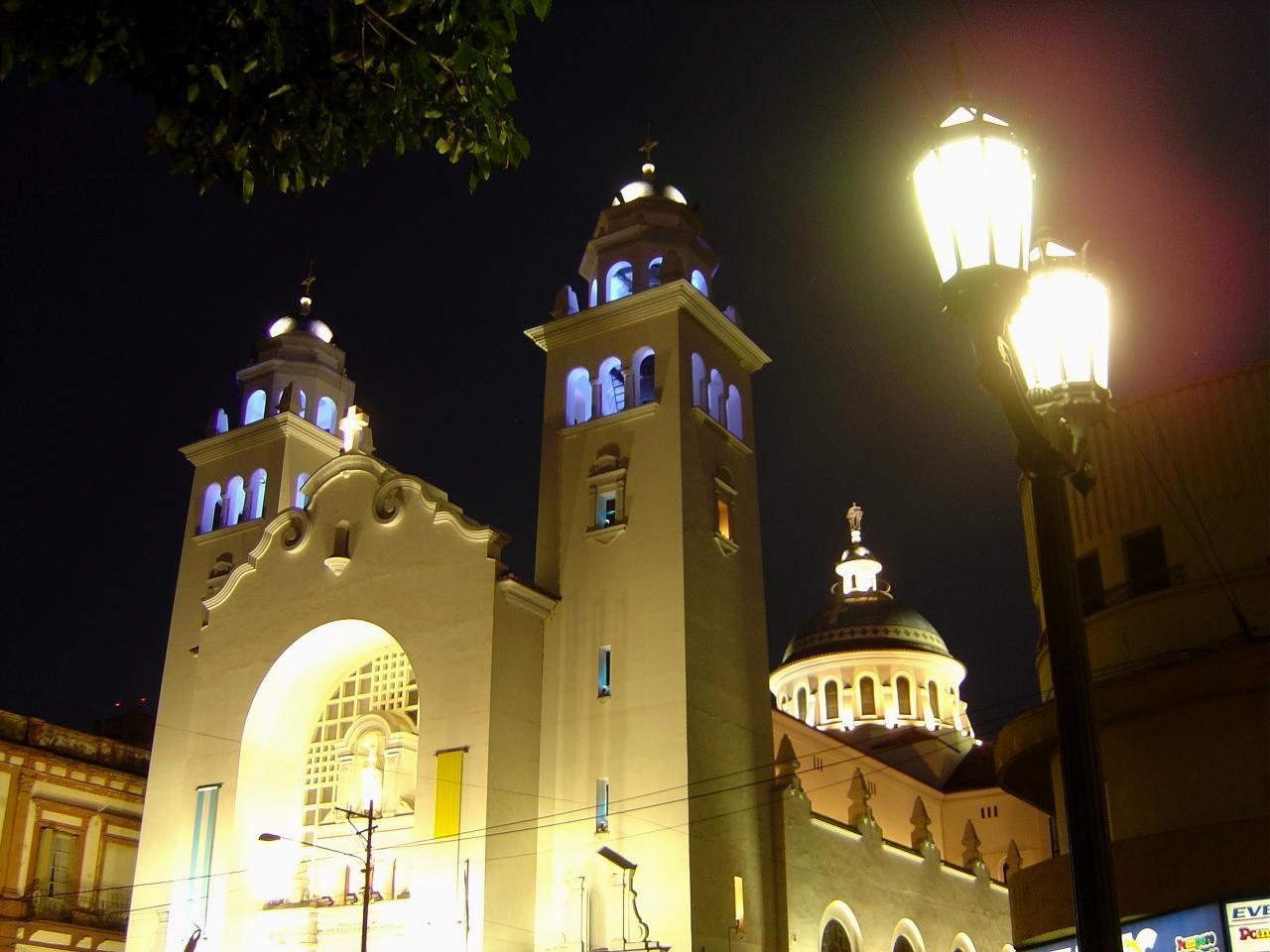
Церковь Богоматери Милосердия

Битва при Тукумане также имела последствия в религиозном аспекте, поскольку она подчеркнула преданность народа и правительства страны Деве Марии через ее посвящение в качестве Девы Милосердия.
С испаноязычных времен, в 1687 году, Вирхен де ла Мерсед была назначена патронессой и защитником города Сан Мигель де Тукуман.
Но именно благодаря победе при Тукумане преданность Богоматери Ла-Мерсед приобретает особую торжественность, которую принимают люди, власти и национальные вожди, которые, разорвав политические связи с Испанией, не нарушили религиозную традицию. 24 сентября 1812 года, после битвы при Тукумане, генерал Бельграно приписал свое заступничество Деве де ла Мерседес и назвал ее Покровительницей.
27 октября 1812 г. была отмечена месса благодарения; В процессии, несущей статую этой Девы, Бельграно поместил свой жезл, провозгласив благодарность генералом аргентинской армии. В тот же день он сообщил правительству Буэнос-Айреса.
Родина может похвастаться полной победой, одержанной ее оружием 24-го числа этого дня, в день Мерседесской Богоматери, под защиту которой мы себя поставили.

### Политика
Триумф также имел важные политические последствия, поскольку Бельграно, который пользовался симпатией Ложи Лаутаро, победил захватчиков, вопреки постановлениям правительства и продемонстрировав правоту, когда они просили помощи для отправки Армии Севера.
Необыкновенный человек, прибывший в этот город утром 5 октября, неожиданно исполнился необъяснимой радости и удовольствия, порожденных великими решительными победами фортуны и общей свободы. Салют артиллерии, общий звон колоколов и веселые возгласы возвещали о процветании оружия страны.